# Орешанка
Орешанка (укр. Орішанка) — село, Золочевский поселковый совет, Золочевский район, Харьковская область, Украина.
Код КОАТУУ — 6322655108. Население по переписи 2001 года составляет 56 (20/36 м/ж) человек.

## Географическое положение
Село Орешанка находится на правом берегу реки Уды, выше по течению примыкает пгт Золочев, ниже по течению на расстоянии в 3,5 км расположено село Должик, на противоположном берегу — село Литвиново.
Село состоит из 2-х частей, разнесённых на 2 км, западная часть села раньше была селом Бугаи Первые.
К селу примыкает большой лесной массив урочище Должанское (дуб).
По селу протекает пересыхающий ручей с запрудами.
На расстоянии в 2 км расположена железнодорожная станция Сосновка.

## История
- 1722 — дата основания[1].

## Достопримечательности
- Братская могила советских воинов.